# Wuxuan
Wuxuan léase U-suán (en chino, 武宣县; pinyin, Wǔxuān xiàn, en zhuang, Vujsenh yen) es un condado bajo la administración directa de la Prefectura Laibin en la Región autónoma de Guangxi, República Popular China. Su área es de 1704 km² y su población total para 2020 superó los 340 mil habitantes.

## Administración
Desde 2005, el Condado de Wuxuan se divide en 10 pueblos que se administran en 9 poblados y 1 villa.